# Bedlington
Bedlington est une ville du Northumberland, en Angleterre. Elle est située dans le sud-est du comté, à une quinzaine de kilomètres au nord de Newcastle upon Tyne. Au recensement de 2011, elle comptait 18 470 habitants, soit 9 951 habitants pour la paroisse civile de West Bedlington et 8 519 pour celle d'East Bedlington.
Le Bedlington terrier est une race de chiens qui doit son nom à la ville de Bedlington.

## Étymologie
Bedlington provient vraisemblablement d'un anthronoponyme *Bēdla ou *Bētla avec les suffixes vieil-anglais -ing et tūn. Il désignerait ainsi un domaine appartenant ou associé à un homme portant ce nom. Il est attesté sous la forme Bedlingtun  vers le milieu du XIe siècle.

## Histoire

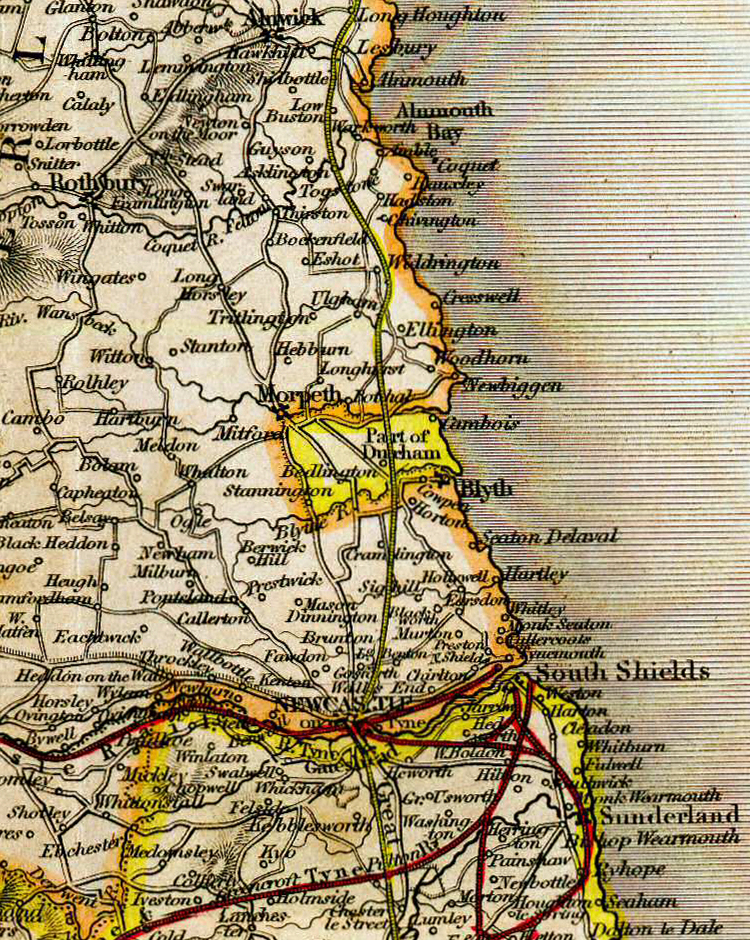
L'exclave du Bedlingtonshire (en jaune) sur une carte de 1846.

D'après la Historia de sancto Cuthberto, le domaine de Bedlington est acquis par l'évêque de Chester-le-Street Cuthheard, actif entre 899 et 915. La ville et ses alentours restent par la suite aux mains des évêques de Durham et constituent donc une exclave du comté palatin de Durham appelée « Bedlingtonshire » jusqu'en 1844, date à laquelle Bedlington est transférée au Northumberland en vertu du Counties (Detached Parts) Act 1844 (en).

## Personnalités liées à la ville
- Jayne Middlemiss, présentatrice de télévision, y est née.